# Belzora
Belzora est une ville fantôme située dans le comté de Smith, au Texas, aux États-Unis. Située sur la rive du fleuve Sabine, fleuve sinueux et difficile à naviguer, Belzora était une ville portuaire florissante dans les années 1850. La ville à son apogée avait plusieurs douzaines d'entreprises, un bureau de poste, une école et une église. Des plans ont été faits pour rendre la rivière plus profonde et développer la navigation intérieure, mais ils furent abandonnés. Comme de nombreuses autres villes portuaires similaires à cette époque, Belzora fut abandonnée au moment où le chemin de fer supplanta les bateaux à vapeur, dans les années 1870. Aujourd'hui, il n'en reste rien.